# Оборотень (пьеса)
«Оборотень» (англ. The Changeling) — пьеса, написанная двумя английскими драматургами — Томасом Мидлтоном и Уильямом Роули. Была впервые опубликована в 1653 году, спустя много лет после смерти авторов (1627 и 1626 годы соответственно).
Исследователи полагают, что «Оборотень» был написан в первой половине 1620-х годов, вскоре после выхода его основных первоисточников — анонимной повести «Герардо, несчастный испанец» и сборника новелл Д. Рейнолдса «Торжество божественного отмщения за вопиющий и богомерзкий грех коварного и преднамеренного убийства». Предположительно сцены, связанные с основной сюжетной линией, написал Мидлтон, а сцены, связанные с побочной линией, — Роули.
Действие пьесы происходит в Испании. Главная героиня, Беатриса-Джоанна, уже просватанная за Алонсо де Пиракуо, влюбляется в Альсемеро и нанимает Де Флореса, чтобы убить жениха. Позже она выходит за Алонсо, но при этом вынуждена отдаваться Де Флоресу, чтобы заплатить за оказанную услугу. Изначальное отвращение Беатрисы-Джоанны к убийце превращается в любовь, и это становится последней ступенью её нравственного падения. В финале героиня несёт заслуженную кару. Параллельно развивается пародирующая эти события сюжетная линия с участием Изабеллы (жены содержателя приюта для умалишённых) и двух молодых людей, притворившихся больными, чтобы её завоевать.
Литературоведы видят в «Оборотне» перекличку с испанскими «драмами чести».